# Consejo de Ultramar
El Consejo de Ultramar (En portugués: Conselho Ultramarino) fue un órgano de gobierno encargado de administrar las posesiones portuguesas en África, India, y todo el Ultramar portugués. Fue fundada en 1642, durante la guerra de restauración portuguesa, como reemplazo del Consejo de Indias del que previamente se habían independizado.
Justificaron su creación en la necesidad de tener un tribunal separado que tratara los asuntos del Estado de la India y los demás posesiones ultramarinas. Por el Consejo pasaban todas las grandes cuestiones, todos los problemas difíciles de la administración de ultramar, el día a día de la inevitable burocracia y los asuntos relacionados con los soldados y funcionarios que reclamaban mercedes.
Estaba integrado por un presidente, el cual presidía el consejo. En un principio, le acompañaban tres consejeros, dos de los cuales eran nobles y uno vinculado a la justicia; luego aumentó el número a cuatro consejero; un secretario, quien se encargaría de redactar el dictamen o consulta; otro secretario del Consejo de Hacienda del Estado de la India; y dos porteros, a elegir de entre los que están en la cámara del rey. Se reunían en el Paço Real todas las mañanas de 7 a 10 h en verano y de 8 a 11 h en invierno.

## Historia
Fue creado y regulado por una ordenanza de 14 de julio de 1642, para tratar todos los asuntos y negocios de cualquier calidad que estuvieran relacionados con la India, Brasil, Guinea, las islas de Santo Tomé, Cabo Verde, Azores, Madeira y todas las demás partes de ultramar. Así tenía una responsabilidad mayor que la que tuvo el Consejo de Indias mientras estaban en la Unión Ibérica.
Como es costumbre, la creación de un órgano de gobierno no significa la instalación de sus integrantes. El directorio recién se instaló el 2 de diciembre de 1643, siendo su primer director Don Jorge de Mascarenhas, Marqués de Montalvão y ex Virrey de Brasil. Esta nueva organización estaba formada por dos nobles expertos en guerra, Jorge de Albuquerque y Jorge de Castilho, y un consejero letrado, el Dr. João Delgado Figueira. Como se puede ver, durante este periodo el consejo estaba formado por 4 miembros, un presidente y tres consejeros, acompañaban tres consejeros, dos de los cuales eran nobles y uno vinculado a la justicia.
Según las Ordenanzas de 23 de marzo de 1754, a la composición original se añadieron un cargo de procurador de Hacienda, un tesorero particular con escribano y "fiel", un ejecutor de deudas activas, un solicitador de Hacienda y un contador para las Cuentas de Ultramar.
El Consejo de Ultramar funcionó en Lisboa hasta 1808, cuando la Corte fue trasladada a Brasil. Funcionó en Río de Janeiro hasta 1821, cuando volvió a su antigua sede en Portugal. 
El organismo fue disuelto por un decreto de 30 de agosto de 1833, pasando sus atribuciones contenciosas a los jueces competentes, las de administración del tesoro del consejo pasó a ser administrado por el Tesoro Público, y las de jurisdicción voluntaria y grata al Secretario de Estado para Asuntos de la Marina y de Ultramar. 
El 23 de septiembre de 1851 (publicado en el Boletín Oficial de 18 de octubre), por decreto, se crea un nuevo Consejo de Ultramar, que es disuelto por Ley el 23 de septiembre de 1868, siendo su sucesor la Junta Consultiva de Ultramar.

## Composición
Estaba integrado por un presidente, el cual presidía el consejo. En un principio, le acompañaban tres consejeros, dos de los cuales eran nobles y uno vinculado a la justicia.
Luego aumentó el número a cuatro consejeros; un secretario, quien se encargaría de redactar el dictamen o consulta; otro secretario del Consejo de Finanzas del Estado de la India; y dos porteros, a elegir de entre los que están en la cámara del rey. Se reunían en el Paço Real todas las mañanas de 7 a 10 h en verano y de 8 a 11 h en invierno.
En 1754, se añadieron un cargo de procurador de Hacienda, un tesorero particular con escribano y fiel, un ejecutor de deudas activas, un solicitador de Hacienda y un contador para las Cuentas de Ultramar.

## Atribuciones del Consejo de Ultramar
Tenía como competencias:
- La administración de la hacienda
- La gestión de los movimientos marítimos a la India
- La gestión de los buques, equipo y armas de ultramar
- El aprovisionamiento de todas las oficinas de Justicia y Hacienda
- La orientación de los negocios relacionados con la guerra
- La administración de las solicitudes de mercedes por servicios prestados en ultramar. Los asuntos de hacienda no era atribución exclusiva del Consejo de Ultramar. Eran administrados por 2 órganos diferentes: El Consejo de Hacienda (que antes era el único que se ocupaba de esos asuntos) y el Consejo de Ultramar. Las atribuciones de los dos consejos era definida de la siguiente manera:[2]

- En el caso de arrendamiento, recibo y gasto de las Rentas Reales de Ultramar, el tribunal encargado de administrar la hacienda y emitir los otros actos era el Consejo de Ultramar;
- Cualquier ingreso que, desde ultramar, ingresara directamente al Reino de Portugal, sería de la competencia inmediata y exclusiva del Consejo de Hacienda.

## Directores
El directorio se instaló el 2 de diciembre de 1643, siendo su primer director Don Jorge de Mascarenhas, Marqués de Montalvão y ex Virrey de Brasil. Esta nueva organización estaba formada por dos nobles expertos en guerra, Jorge de Albuquerque y Jorge de Castilho, y un consejero letrado, el Dr. João Delgado Figueira.
A finales de 1644, toma posesión Salvador Correia de Sá e Benevides, el que poco después reconquistaría Santo Tomé y Angola y Benguela a los holandeses. En 1647 fue sustituido por Diogo Lobo Pereira, que volvería a ocupar un cargo en el consejo de 1663 a 1668. A Lobo le sucedió el Conde de Odemira,1651, el Conde de Soure, 1661, y el Conde de Arcos, 1663, todos hombres ilustres en la guerra.